# Bělolist obecný

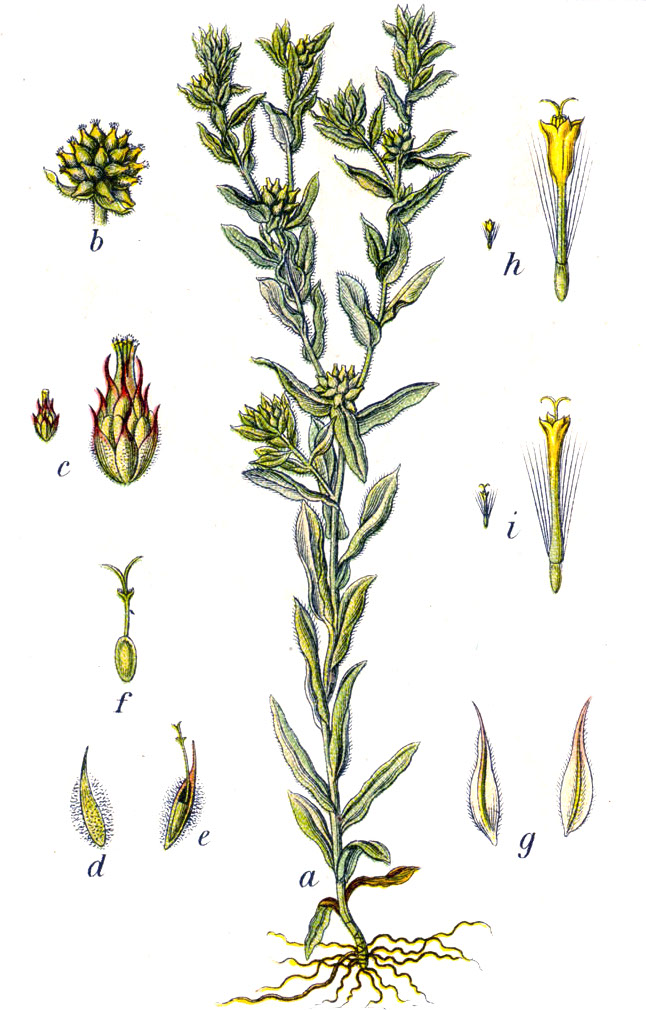
Nákres bělolistu obecného

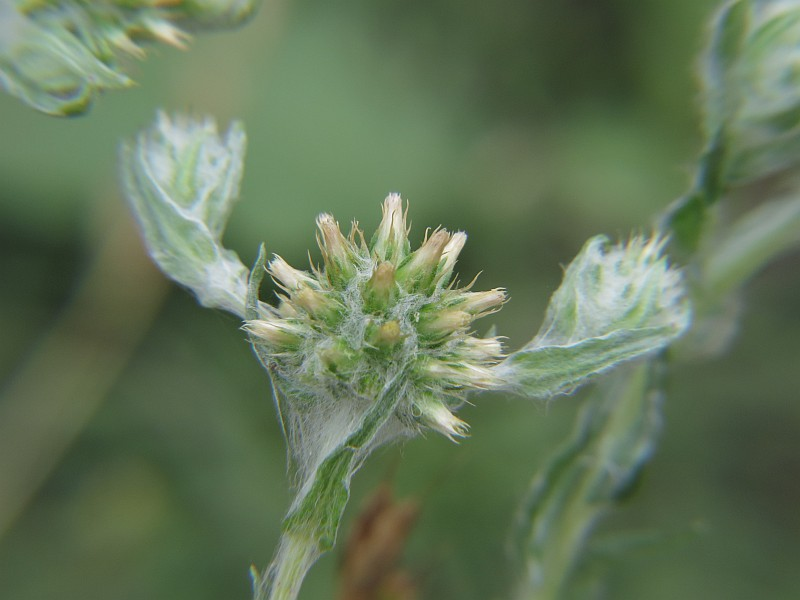
Kulovitá hlávka s úbory

Bělolist obecný (Filago vulgaris) je jednoletá rostlina, druh rodu bělolist rostoucí i v České republice. Je to nenápadná, nejvýše 40 cm vysoká bylina kvetoucí v letních měsících malými žlutočervenými květy v drobných úborech. V české přírodě je sice původním druhem, ale je velmi vzácný a ohrožený vymizením.

## Výskyt
Roste v převážné části Evropy, vyjma Pyrenejského poloostrova, severní části Skandinávie a severního Ruska. Na jihu jeho původní areál sahá do Makaronésie, severních oblastí Afriky, na Arabský poloostrov, na východě do Turecka a na Kavkaz, do Jihozápadní Asie, Střední Asie i na sever indického subkontinentu. Jako nepůvodní druh byl zavlečen do Severní Ameriky, kde roste na západě Kanady a ve Spojených státech amerických.
V ČR se vždy vyskytoval jen vzácně, častěji býval viděn pouze v okolí Prahy a ve vyšších partiích Bílých Karpat. Ke konci 20. století však z české krajiny téměř vymizel a v 90. letech byl znám pouze z okolí Břeclavi. S nástupem 21. století byl jeho výskyt zjištěn dále u Valašských Klobouk a Žďáru nad Orlicí.

## Ekologie
Terofyt rostoucí obvykle v řídce zapojených porostech vyskytujících se po okrajích cest a polí, na úhorech, v narušených trávnicích, suchých pastvinách i na náspech. Požaduje půdy teplé, propustné, suché, které mohou být písčité až štěrkovité, mají neutrální či slabě kyselou reakcí a jsou na živiny poměrně chudé. Nejčastěji se objevuje v planárním až kolinním stupni, v nadmořské výšce nejvýše 500 m n. m. Je letničkou kvetoucí v červnu až srpnu. Ploidie bělolistu obecného je 2n = 28.

## Popis
Jednoletá rostlina s lodyhou vysokou 5 až 40 cm, vyrůstající z tenkého větveného kořene. Přímá lodyha je šedoplstnatě chlupatá a hustě porostlá přisedlými listy bez palistů. Listy jsou oboustranně běloplstnatě chlupaté, úzce kopinaté, pozvolna špičaté, celokrajné a obvykle mají zvlněný okraj, průměrně bývají dlouhé 2 cm a široké 0,2 cm. Rostlina nemá mléčnice a poraněná neroní latex.
Úbory velké jen asi 5 mm jsou podlouhle vejčité a jsou po dvaceti až čtyřiceti uspořádané do hustých kulovitých hlávek na koncích lodyhy nebo větví. Hlávky bývají velké 8 až 12 mm a skládají vrcholičnatá květenství. Zákrov úboru je víceřadý, jeho vnější listeny jsou chlupaté a mají žlutavou špičku, vnitřní jsou lysé a za plodu jsou jen málo hvězdovitě rozestálé. Květy v úboru bývají jen asi 3 mm dlouhé, jejich srostlé trubkovité koruny mají barvu žlutavou nebo načervenalou a kalich je v době plodu přeměněn v chmýr. Ve středu úborů jsou jeden až čtyři květy oboupohlavné, mají delší korunní trubkou a okolo nich je dvacet až třicet květů samičích bez prašníků. Květy jsou opylovány vlastním i cizím pylem roznášeným proudícím vzduchem.
Plod je hnědá, poněkud zploštělá nažka kratší než 1 mm. Je hustě papilnatá a má snadno opadavý chmýr dlouhý asi 3 mm. Nažky z okrajových květů chmýr nemají.

## Ohrožení
Bělolist obecný není zařazen mezi zvláště chráněné rostliny (není chráněn zákonem), ale v "Červeném seznamu cévnatých rostlin České republiky" z roku 2012 patří do kategorie druhů kriticky ohrožených (C1t). Toto zařazení je odrazem nízkého počtu lokalit, který může za nepříznivých okolností urychlit jeho úplné vymizení.